# Głuszyca (gmina)
Głuszyca – gmina miejsko-wiejska w województwie dolnośląskim, w powiecie wałbrzyskim. W latach 1975–1998 gmina położona była w województwie wałbrzyskim.
Siedziba gminy to Głuszyca.
Według danych z 30 czerwca 2004 gminę zamieszkiwało 9379 osób. Natomiast według danych z 31 grudnia 2019 roku gminę zamieszkiwało 8605 osób.
Według danych z 30 czerwca 2020 roku gminę zamieszkiwało 8570 osób.

## Struktura powierzchni
Według danych z roku 2002 gmina Głuszyca ma obszar 61,92 km², w tym:
- użytki rolne: 32%
- użytki leśne: 53%

Gmina stanowi 12,04% powierzchni powiatu.

## Demografia

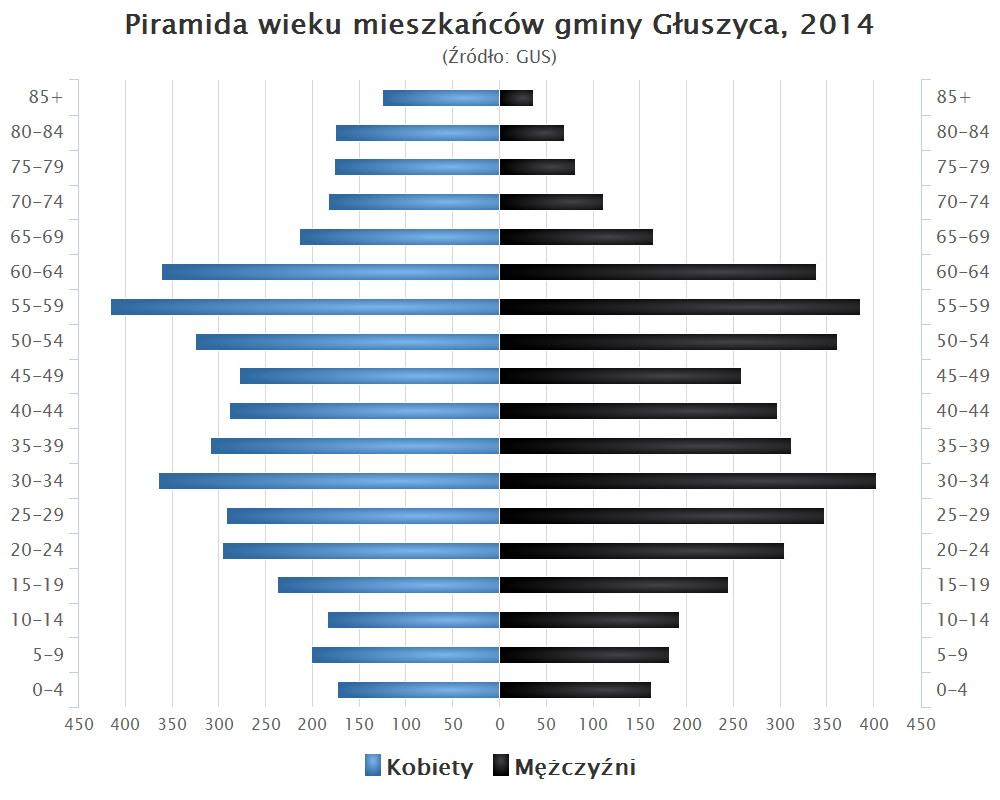
Piramida wieku mieszkańców gminy Głuszyca w 2014 roku

Dane z 30 czerwca 2004:
| Opis                              | Ogółem | Ogółem | Kobiety | Kobiety | Mężczyźni | Mężczyźni |
| --------------------------------- | ------ | ------ | ------- | ------- | --------- | --------- |
| jednostka                         | osób   | %      | osób    | %       | osób      | %         |
| populacja                         | 9379   | 100    | 4880    | 52      | 4499      | 48        |
| gęstość zaludnienia (mieszk./km²) | 151,5  | 151,5  | 78,8    | 78,8    | 72,7      | 72,7      |

## Sołectwa
Głuszyca Górna, Grzmiąca, Kolce, Łomnica, Sierpnica.

## Sąsiednie gminy
Jedlina-Zdrój, Mieroszów, Nowa Ruda, gmina Walim. Gmina sąsiaduje z Czechami.